# Goéland d'Audubon
Larus occidentalis
Espèce
Statut de conservation UICN

 LC  : Préoccupation mineure

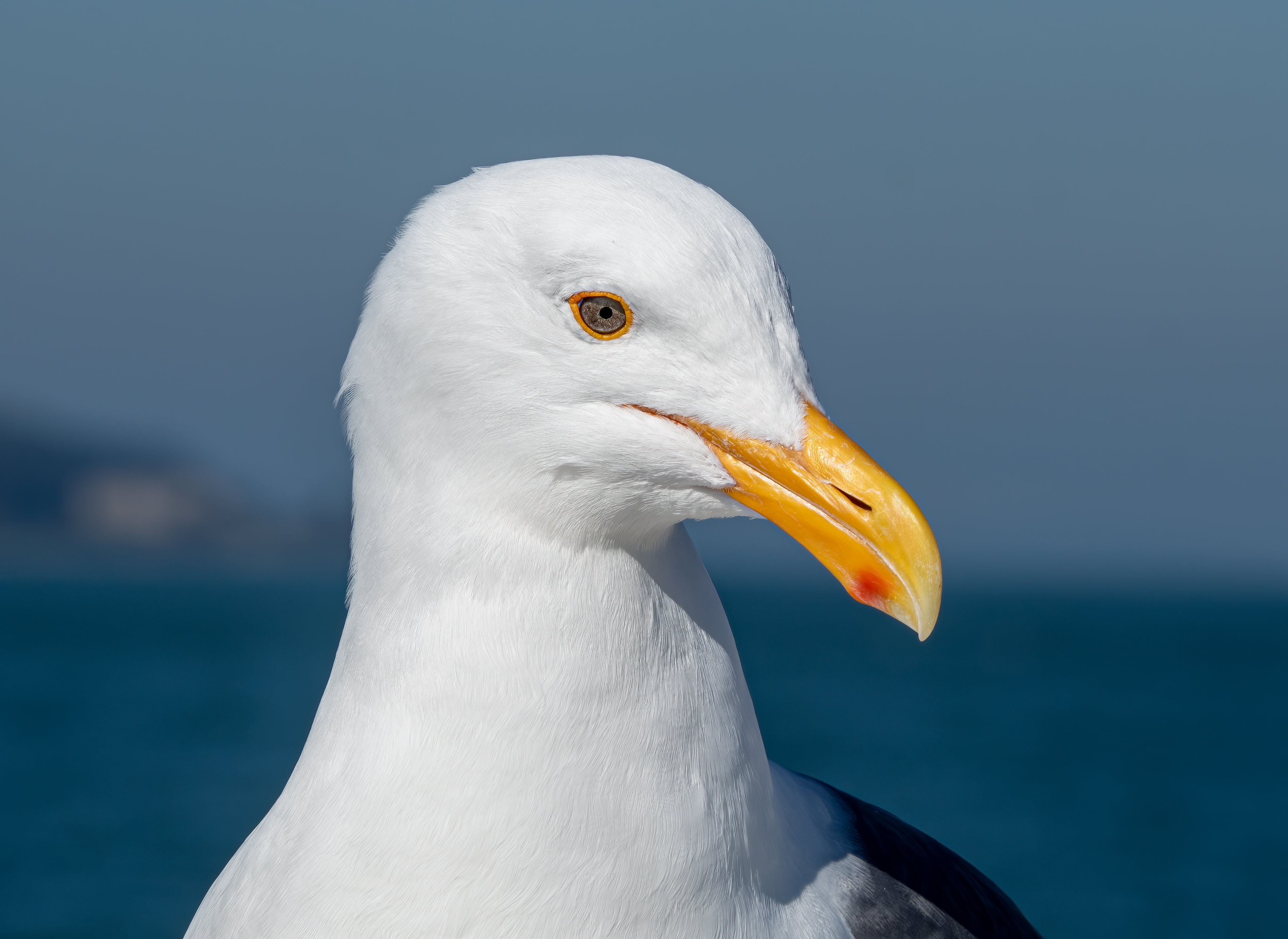
Portrait d'un goéland d'Audubon, depuis la baie de San Francisco. Février 2020.

Le goéland d'Audubon (Larus occidentalis) est une espèce d'oiseau de la famille des Laridae.

## Nomenclature
Son nom commémore le naturaliste américain John James Audubon (1785-1851), son descripteur.

## Répartition
Cet oiseau vit le long de la côte ouest d'Amérique du Nord : du sud de la Colombie-Britannique au nord de la Basse-Californie.

## Taxinomie
D'après la classification de référence (version 14.1, 2024) de l'Union internationale des ornithologues, le Goéland d'Audubon possède 2 sous-espèces (ordre philogénique) :
- Larus occidentalis occidentalis Audubon, 1839	: du Sud-Ouest de la Colombie-Britannique au centre de la Californie ;
- Larus occidentalis wymani Dickey & van Rossem, 1925 : du centre de la Californie au Nord de la Baja California.